# What Lies Beneath (album)
What Lies Beneath är det tredje studioalbumet av den klassiskt skolade sångerskan Tarja Turunen. Det släpptes 2010 via Universal Music. Från albumet har singlarna "Falling Awake", "I Feel Immortal" och "Until My Last Breath" utgivits.

## Låtlista
1. "Anteroom of Death" - 4:41
2. "Until My Last Breath" - 4:24
3. "I Feel Immortal" - 4:35
4. "In for a Kill" - 4:35
5. "Underneath" - 5:27
6. "Little Lies" - 4:37
7. "Rivers of Lust" - 4:24
8. "Dark Star" - 4:33
9. "Falling Awake" - 5:14
10. "The Archive of Lost Dreams" - 4:49
11. "Crimson Deep" - 7:35

## Musiker
- Sång och piano: Tarja Turunen
- Gitarr: Alex Scholpp och Marzi Nyman
- Bas: Doug Wimbish
- Keyboard: Christian Kretschmar
- Trummor: Mike Terrana och Will Calhoun
- Cello: Max Lilja
- Violin: Jyrki, Pauline och Rémi